# Saison 2 de Madam Secretary
Chronologie
Saison 1 Saison 3
Cet article présente le guide des épisodes de la deuxième saison série télévisée américaine Madam Secretary.

## Généralités
- Aux États-Unis, la saison a été diffusée du 4 octobre 2015 au 8 mai 2016 sur le réseau CBS.
- Au Canada, la saison a été diffusée en simultané sur le réseau Global.
- En Suisse, la série est diffusée sur RTS un dès le 9 février 2017.

## Distribution

### Acteurs principaux
- Téa Leoni (VF : Stéphanie Lafforgue) : Elizabeth Adams McCord
- Tim Daly (VF : Bruno Choël) : Henry McCord, mari d'Elizabeth
- Bebe Neuwirth (VF : Véronique Augereau) : Nadine Tolliver
- Željko Ivanek (VF : Hervé Bellon) : Russell Jackson
- Patina Miller (VF : Ingrid Donnadieu) : Daisy Grant
- Erich Bergen (en) (VF : Pascal Nowak) : Blake Moran, assistant personnel d'Elizabeth
- Geoffrey Arend (VF : Philippe Bozo) : Matt Mahoney
- Kathrine Herzer (VF : Emmylou Homs) : Alison McCord, fille cadette d'Elizabeth et d'Henry
- Evan Roe (VF : Tom Trouffier) : Jason McCord, fils d'Elizabeth et d'Henry
- Wallis Currie-Wood (VF : Marie Tirmont) : Stephanie « Stevie » McCord, fille aînée d'Elizabeth et d'Henry
- Keith Carradine (VF : Edgar Givry) : le président Conrad Dalton

### Acteurs récurrents et invités
- Sebastian Arcelus (VF : Stéphane Ronchewski) : Jay Whitman
- Madeleine Albright : elle-même[1]
- Jill Hennessy (VF : Françoise Cadol) : Jane Fellows[2]
- Chris Petrovski : Dmitri Petrov[3]
- Julian Acosta : Craig Sterling[4]
- Eric Stoltz : Will Adams, frère d'Elizabeth[5]
- L. Scott Caldwell : Afeni Rahim[6] (épisode 7)
- Kate Burton : Maureen Ryan, sœur d'Henry[7]

## Épisodes

### Épisode 1:Air Force Onea disparu
- États-Unis /  Canada : 4 octobre 2015 sur CBS[8] / Global[9]
- France : 24 avril 2016 sur Téva[10]
- Québec : 1er septembre 2016 sur Séries+[11]
- Suisse : 9 février 2017 sur RTS Un[12]
- Belgique : 4 mars 2018 sur RTL-TVI[13]

- États-Unis : 11,79 millions de téléspectateurs[14] (première diffusion)
- Canada : 1,467 million de téléspectateurs[15] (première diffusion + différé 7 jours)

- Morgan Freeman (juge Frawley, Président de la Cour suprême des États-Unis)
- Alex Fernandez (vice-président Mark Delgado)
- James McDaniel (général Roger Baylis)
- Leslie Hendrix (procureur général Louise Cronenberg)
- Sebastian Arcelus (Jay Whitman)
- Gordon Becker (Mike Pniewski)
- Jill Hennessy (Jane Fellows)
- Chris Petrovski (Dmtri)
- Dennis Staroselsky (Ivan)
- Francis Jue (Chen, ministre chinois des affaires étrangères)
- Cotter Smith (Darren Hahn)
- Julian Acosta (Craig Sterling)
- Mandy Gonzales (Lucy Knox)
- Jason Ralph (Harrison Dalton)
- MaryAnn Hu (journaliste)
- Charles Aitken (William)
- Prema Cruz (Carla)
- Michael O'Hara (Cooper Ralston)
- Alex Morf (Perry Klein)
- Kobi Libii (Oliver Shaw)
- Matt Bailey (agent du Secret Service #1)
- James Murtaugh (Theodore Gates)
- Jill Abramovitz (Janet Smith)
- Raymond Neil Hernandez (agent du Secret Service #2)
- Hansel Tan (Aide)

### Épisode 2:À son corps défendant
- États-Unis /  Canada : 11 octobre 2015 sur CBS / Global
- France : 24 avril 2016 sur Téva
- Québec : 8 septembre 2016 sur Séries+
- Suisse : 9 février 2017 sur RTS Un
- Belgique : 11 mars 2018 sur RTL-TVI

- États-Unis : 11,15 millions de téléspectateurs[16] (première diffusion)

- Sebastian Arcelus (Jay Whitman)
- Madeleine Albright (elle-même)
- Matthew Del Negro (Mike Wilkerson)
- Jill Hennessy (DIA superior Jane Fellows)
- Johanna Day (amiral Ellen Hill)
- Yorgo Constantine (en) (Anton Gorev, ministre russe des affaires étrangères)
- Justin Hagan (Tom Garrity)
- Subhash Mandal (Farid)
- Chris Petrovski (Dmitri Petrov)
- Arash Mokhtar (Ishaq)
- Martin Bashir (Anchor)
- Mandy Gonzales (Lucy Knox)
- Jason Ralph (Harrison Dalton)
- Julian Acosta (Craig Sterling)
- Sofiya Akilova (Olga Gorev)
- Scott Whitehurst (aide)
- Charleigh E. Parker (commandant des seals)

### Épisode 3:La Rusalka
- États-Unis /  Canada : 18 octobre 2015 sur CBS / Global
- France : 1er mai 2016 sur Téva
- Québec : 15 septembre 2016 sur Séries+
- Suisse : 16 février 2017 sur RTS Un
- Belgique : 11 mars 2018 sur RTL-TVI

- États-Unis : 9,61 millions de téléspectateurs[17] (première diffusion)

- Sebastian Arcelus (Jay Whitman)
- Gordon Becker (Mike Pniewski)
- Kevin Rahm (Michael Barnow)
- Julian Acosta (Craig Sterling)
- Yorgo Constantine (en) (Anton Gorev, ministre russe des Affaires étrangères)
- Jill Hennessy (Jane Fellows)
- Olek Krupa (président russe Pavel Ostrov)
- Chris Petrovski (Dmitri)
- Dennis Staroselsky (Ivan)
- Charles Aitken (William)
- Michael O'Hara (Cooper Ralston)
- Alex Morf (Perry Klein)
- Kobi Libii (Oliver Shaw)
- Angela Gots (Maria Ostrov)
- Ryan Ivan Raffloer (Aide)
- Lev Gorn (président ukrainien Mikhail Bozek)
- Walker Hare (garde de la sécurité diplomatique)
- Nick Gracer (ambassadeur russe Zinchenko)
- Roman Roytberg (interrogateur #1)
- Peter Von Berg (Premier ministre russe Rozovsky)
- Kirill Nikiforov (interrogateur #2)
- Moti Margolin (garde du corps)
- Cailin O'Connell (petite fille)
- Vladimir Bibic (prêtre orthodoxe)
- Elana Ouspenskaia (femme âgée)

### Épisode 4:Scandale à la Maison-Blanche
- États-Unis /  Canada : 25 octobre 2015 sur CBS / Global
- France : 1er mai 2016 sur Téva
- Québec : 22 septembre 2016 sur Séries+
- Suisse : 16 février 2017 sur RTS Un
- Belgique : 18 mars 2018 sur RTL-TVI

- États-Unis : 10,81 millions de téléspectateurs[18] (première diffusion)
- Canada : 1,355 million de téléspectateurs[19] (première diffusion + différé 7 jours)

- Sebastian Arcelus (Jay Whitman)
- Julian Acosta (Craig Sterling)
- Johanna Day (Amiral Ellen Hill)
- Uma Shtrom (Kumari)
- David Diaan (Shakya)
- Alexander Chaplin (Chad Sorenson)
- Christine Ebersole (Lydia Dalton)
- Jonathan Walker (Ronald Watson)
- Mandy Gonzalez (Lucy Knox)
- Kobi Libii (Oliver Shaw)

### Épisode 5:L'Invitée
- États-Unis /  Canada : 1er novembre 2015 sur CBS / Global
- France : 8 mai 2016 sur Téva
- Québec : 29 septembre 2016 sur Séries+
- Suisse : 16 février 2017 sur RTS Un
- Belgique : 18 mars 2018 sur RTL-TVI

- États-Unis : 9,47 millions de téléspectateurs[20] (première diffusion)
- Canada : 1,337 million de téléspectateurs[21] (première diffusion + différé 7 jours)

- Sebastian Arcelus (Jay Whitman)
- Julian Acosta (Craig Sterling)
- Yorgo Constantine (en) (Anton Gorev)
- Chris Petrovski (Dmitri Petrov)
- Sofiya Akilova (Olga)
- Dennis Staroselsky (Ivan Kolashkov)
- Lev Gorn (président Bozek)
- Zlatimor Moldovanski (Nestor)
- Ryan Ivan Raffloer (garde du corps)
- Mandy Gonzalez (Lucy Knox)
- Kobi Libii (Oliver Shaw)
- Michael Siberry (ambassadeur britannique Graham Shenton)
- Bruce Altman (Alec Lehane)
- Aaron Serotsky (Branden Hart)
- Eisa Davis (Jane Smith)
- Zenon Zeleniuch (général Vladimir Doroshevich)
- Alexander Sokovikov (citoyen russe #1)
- Addison Lemay (citoyen russe #2)
- Ethan Herschenfeld (garde de la sécurité)

### Épisode 6:Mon bien cher frère
- États-Unis /  Canada : 8 novembre 2015 sur CBS / Global
- France : 8 mai 2016 sur Téva
- Québec : 6 octobre 2016 sur Séries+
- Suisse : 23 février 2017 sur RTS Un
- Belgique : 25 mars 2018 sur RTL-TVI

- États-Unis : 10,59 millions de téléspectateurs[22] (première diffusion)
- Canada : 1,396 million de téléspectateurs[23] (première diffusion + différé 7 jours)

- Chris Petrovski (Dmitri Petrov)
- Jill Hennessy (Jane Fellows)
- Dennis Staroselsky (Ivan Kolashkov)
- Tony Plana (amiral Ed Parker)
- Eric Stoltz (Will Adams)
- Glenn Stott (Luke Miller)
- Jason Hite (Jihadi Jim/ Adam Fanning)
- Larry Pine (Sean Williams, directeur de la CIA)
- Nazanin Homa (infirmière)
- Karen Ziemba (Candice Templeton)
- Monte Bezell (Tariq Monsour)
- Margaret Colin (Judith Fanning)
- Andrew Guilarte (marine #1)
- Jeremy Burnett (marine #2)
- Fajer Kaisi (contrebandier)

### Épisode 7:La Réconciliation
- États-Unis /  Canada : 15 novembre 2015 sur CBS / Global
- France : 15 mai 2016 sur Téva
- Québec : 13 octobre 2016 sur Séries+
- Suisse : 23 février 2017 sur RTS Un
- Belgique : 25 mars 2018 sur RTL-TVI

- États-Unis : 10,61 millions de téléspectateurs[24] (première diffusion)
- Canada : 1,328 million de téléspectateurs[25] (première diffusion + différé 7 jours)

- Chris Petrovski (Dmitri Petrov)
- Jill Hennessy (Jane Fellows)
- Dennis Staroselsky (Ivan Kolashkov)
- Tony Plana (amiral Ed Parker)
- Eric Stoltz (Will Adams)
- Glenn Stott (Luke Miller)
- Larry Pine (Sean Williams, directeur de la CIA)
- Nazanin Homa (infirmière)
- Karen Ziemba (Candice Templeton)
- Monte Bezell (Tariq Monsour)
- Margaret Colin (Judith Fanning)
- Andrew Guilarte (marine #1)
- Jeremy Burnett (marine #2)
- Fajer Kaisi (contrebandier)

### Épisode 8:Porté disparu
- États-Unis /  Canada : 22 novembre 2015 sur CBS / Global
- France : 15 mai 2016 sur Téva
- Québec : 20 octobre 2016 sur Séries+
- Suisse : 23 février 2017 sur RTS Un
- Belgique : 1er avril 2018 sur RTL-TVI

- États-Unis : 9,91 millions de téléspectateurs[26] (première diffusion)
- Canada : 1,382 million de téléspectateurs[27] (première diffusion + différé 7 jours)

- Chris Petrovski (Dmitri Petrov)
- Jill Hennessy (Jane Fellows)
- Julian Acosta (Craig Sterling)
- Kobi Libii (Oliver Shaw)
- Kevin Rahm (Mike Barnow)
- Angela Gots (Maria Ostrov)
- Clifton Davis (Ephraim Ware)
- Alex Morf (Perry Klein)
- Jordan Lage (général Kohl)
- Zenon Zeleniuch (général Vladimir Doroshevich)
- Jason Kravits (sénateur Parisi)
- Nick Gracer (ambassadeur russe Zinchencko)
- Linda Emond (Carol Jackson)
- Angel Desai (Vanessa)
- Ebonee Noel (Amanda)
- Alexsander Mici (agent russe #1)
- Terence Archie (team leader)
- Andrew Manning (assistant de Sterling)
- Liba Vaynberg (prostituée)
- Sean Patrick Folster (agent du Secret Service)

### Épisode 9:Roulette russe
- États-Unis /  Canada : 29 novembre 2015 sur CBS / Global
- France : 22 mai 2016 sur Téva
- Québec : 27 octobre 2016 sur Séries+
- Suisse : 2 mars 2017 sur RTS Un
- Belgique : 1er avril 2018 sur RTL-TVI

- États-Unis : 9,96 millions de téléspectateurs[28] (première diffusion)
- Canada : 1,199 million de téléspectateurs[29] (première diffusion + différé 7 jours)

- Jill Hennessy (Jane Fellows)
- Julian Acosta (Craig Sterling)
- Kobi Libii (Oliver Shaw)
- Sebastian Arcelus (Jay Whitman)
- Angela Gots (présidente Maria Ostrov)
- Ryan Ivan Raffloer (Aide)
- Lev Gorn (président Bozek)
- Mandy Gonzalez (Lucy Knox)
- Jordan Lage (general Kohl)
- Francis Jue (ministre Chen)
- Clifton Davis (Ephraim Ware)
- Jed Peterson (contremaître)
- Joris Stuyck (officiel russe)
- Yosef Podolski (Sick Man)
- Cole Vallis (Spencer)
- Miles J Harvey (Lucas)
- Thuy Ho (médecin)

### Épisode 10:Au nom de la paix
- États-Unis /  Canada : 13 décembre 2015 sur CBS / Global
- France : 22 mai 2016 sur Téva
- Québec : 3 novembre 2016 sur Séries+
- Suisse : 2 mars 2017 sur RTS Un
- Belgique : 8 avril 2018 sur RTL-TVI

- États-Unis : 10,14 millions de téléspectateurs[30] (première diffusion)
- Canada : 1,33 million de téléspectateurs[31] (première diffusion + différé 7 jours)

- Chris Petrovski (Dmitri Petrov)
- Jill Hennessy (Jane Fellows)
- Sebastian Arcelus (Jay Whitman)
- Angela Gots (présidente Maria Ostrov)
- Zenon Zeleniuch (général Vladimir Doroshevich)
- Jordan Lage (général Kohl)
- Clifton Davis (Ephraim Ware)
- Olek Krupa (président Pavel Ostrov)
- Liba Vaynberg (prostituée)
- Elan Even (Yuri Dyachenko)
- Will Abadie (ambassadeur suisse Claude Wuthrich)
- Iolanta O'Neill (interlocuteur russe)
- Sean Dougherty (chauffeur)
- David Vadim (Luka Melnik, ministre ukrainien des affaires étrangères)

### Épisode 11:La Guerre des étoiles
- États-Unis /  Canada : 10 janvier 2016 sur CBS[32] / Global
- France : 29 mai 2016 sur Téva
- Québec : 10 novembre 2016 sur Séries+
- Suisse : 9 mars 2017 sur RTS Un
- Belgique : 8 avril 2018 sur RTL-TVI

- États-Unis : 8,97 millions de téléspectateurs[33] (première diffusion)
- Canada : 1,219 million de téléspectateurs[34] (première diffusion + différé 7 jours)

- Jill Hennessy (Jane Fellows)
- Sebastian Arcelus (Jay Whitman)
- Tony Plana (amiral Ed Parker)
- Zenon Zeleniuch (général Vladimir Doroshevich)
- Francis Jue (ministre Chen)
- David Vadim (ministre Luka Melnik)
- John Pankow (Glenn)
- Alex Morf (Perry Klein)
- Michael O'Hara (Cooper Ralston)
- Masha King (Talia Petrov)
- Prema Cruz (Carla)
- Kathleen Chalfant (Dean Ward)
- Nicholas Guest (en) (président intérimaire de la Russie Salnikov)
- Gabriel Rush (adolescent)
- Cathleen Trigg (journaliste)
- Marina Kotovnikov (traducteur)
- James Yaegashi (Rick)
- Brandon Andrus (Jim)

### Épisode 12:La Voie du milieu
- États-Unis /  Canada : 17 janvier 2016 sur CBS / Global
- France : 29 mai 2016 sur Téva
- Québec : 17 novembre 2016 sur Séries+
- Suisse : 9 mars 2017 sur RTS Un
- Belgique : 15 avril 2018 sur RTL-TVI

- États-Unis : 11,87 millions de téléspectateurs[35] (première diffusion)
- Canada : 1,301 million de téléspectateurs[36] (première diffusion + différé 7 jours)

- Peter Jacobson (Ted Rhodes)
- Matt Meinsen (Joe)
- David Rasche (ambassadeur Arlen Maxwell)
- Jason Babinsky (Mitchell Dorman)
- Christine Chang (Shindy)
- Ethan Peck (Drew Tolliver)
- Greg Watanabe (présidente Aung Shwe)
- Kelvin Whui (Kywe)
- Timothy Shew (Sergio)
- Nancy Anderson (Alice)
- Dori Legg (chanteur de Karaoké)
- Sherry Boone (Margo)
- Marc Oka (chef de la police)
- Tommy Walker (chauffeur)
- Martin Bashir (lui-même)

### Épisode 13:Secrets de famille
- États-Unis /  Canada : 31 janvier 2016 sur CBS / Global
- France : 5 juin 2016 sur Téva
- Québec : 24 novembre 2016 sur Séries+
- Suisse : 16 mars 2017 sur RTS Un
- Belgique : 15 avril 2018 sur RTL-TVI

- États-Unis : 10,2 millions de téléspectateurs[37] (première diffusion)
- Canada : 1,231 million de téléspectateurs[38] (première diffusion + différé 7 jours)

- Eric Stoltz (Will Adams)
- Kate Burton (Maureen Ryan)
- Gary Basaraba (Tom Ryan)
- Tim Boardman (John Ryan)
- Miranda Gruss (Kenzie Ryan)
- Rebecca Gruss (Kelly Ryan)
- John Ellison Conlee (Shane McCord)
- Emelyn Daly (Sarah McCord)
- Julia Murney (Erin McCord)
- Terrell Tilford (lieutenant Michael Swanstrom)
- John Horton (père Bénédictin)
- Nick Sullivan (directeur des funérailles)
- P.J. Benjamin (Stan)
- Cortez Nance Jr. (Barry)

### Épisode 14:In extremis
- États-Unis /  Canada : 14 février 2016 sur CBS / Global
- France : 5 juin 2016 sur Téva
- Québec : 1er décembre 2016 sur Séries+
- Suisse : 16 mars 2017 sur RTS Un
- Belgique : 22 avril 2018 sur RTL-TVI

- États-Unis : 10,06 millions de téléspectateurs[39] (première diffusion)
- Canada : 1,223 million de téléspectateurs[40] (première diffusion + différé 7 jours)

- Sebastian Arcelus (Jay Whitman)
- Clifton Davis (Ephraim Ware)
- Shlomit Azoulay (Noura al-Kitabi)
- John Doman (Dennis Ellerman)
- Rene Auberjonois (Walter Nowack)
- Roslyn Ruff (Marguerite Sanchez)
- Nuah Ozryel (prince Asim)
- L. Steven Taylor (commandant des Forces spéciales)
- David Carranza (soldat des Forces spéciales)
- Jeb Kreager (garde de la sécurité)
- Lindsay Alexander Carter (femme aux cheveux blonds)
- Gheree O'Bannon (agent du département d'État)
- Al Nazemian (Dr Amani)
- Nikolaus Szent (passager)
- Chauncy Thomas (agent du département d'État)
- Nemuna Ceesay (femme paniquée)
- Patrick Pitu (chauffeur)

### Épisode 15:L'Ampleur des dégâts
- États-Unis /  Canada : 21 février 2016 sur CBS / Global
- France : 12 juin 2016 sur Téva
- Québec : 8 décembre 2016 sur Séries+
- Suisse : 23 mars 2017 sur RTS Un
- Belgique : 22 avril 2018 sur RTL-TVI

- États-Unis : 10,73 millions de téléspectateurs[41] (première diffusion)
- Canada : 1,343 million de téléspectateurs[42] (première diffusion + différé 7 jours)

- Sebastian Arcelus (Jay Whitman)
- John Doman (Dennis Ellerman)
- Jordan Lage (Général Kohl)
- Roslyn Ruff (Marguerite Sanchez)
- Nuah Ozryel (prince Asim)
- Tony Plana (Amiral Ed Parker)
- Jill Hennessy (Jane Fellows)
- Mandy Gonzales (Lucy)
- Lindsay Alexander Carter (Linda Peavy)
- Clifton Davis (Ephraim Ware)
- Vincenzo Amato (ambassadeur italien Vittorio Civarelli)
- Juan Carlos Infante (urgentiste #1)
- Don Guillory (urgentiste #2)
- Desiree Rodriguez (technicien médical)
- Adam Donshik (docteur des urgences)
- Cindy Cheung (Dr Cary)
- Christopher Gurr (agent du FBI)
- Adi Hanash (officiel Saoudien)
- Baylen Thomas (agent du SWAT)
- Catrina Ganey (infirmière)

### Épisode 16:Cellule Murphy
- États-Unis /  Canada : 6 mars 2016 sur CBS / Global
- France : 12 juin 2016 sur Téva
- Québec : 15 décembre 2016 sur Séries+
- Suisse : 23 mars 2017 sur RTS Un
- Belgique : 29 avril 2018 sur RTL-TVI

- États-Unis : 10,19 millions de téléspectateurs[43] (première diffusion)
- Canada : 1,276 million de téléspectateurs[44] (première diffusion + différé 7 jours)

- Sebastian Arcelus (Jay Whitman)
- Jill Hennessy (Jane Fellows)
- Mike Pniewski (Gordon Becker)
- Clifton Davis (Ephraim Ware)
- Hadi Tabbal (contrebandier)
- Haythem Noor (Moussa al-Mukhtar)
- Hend Ayoub (femme de Moussa)
- Ralph Byers (général Kelsey Reeves)
- Molly Price (Mimi Jacobs)
- Carlos Gómez (Jose Campos)
- Chris O'Shea (Jareth Glover)
- Ed Moran (interrogateur de la CIA)
- Fajer Kaisi (traducteur)
- José Zúñiga (senateur Carlos Morejon)
- Efraiem Hanna (Ramzi Shamekh)

### Épisode 17:Une vie presque normale
- États-Unis /  Canada : 20 mars 2016 sur CBS / Global
- France : 19 juin 2016 sur Téva
- Québec : 5 janvier 2017 sur Séries+
- Suisse : 30 mars 2017 sur RTS Un
- Belgique : 29 avril 2018 sur RTL-TVI

- États-Unis : 9,41 millions de téléspectateurs[45] (première diffusion)
- Canada : 1,332 million de téléspectateurs[46] (première diffusion + différé 7 jours)

- Sebastian Arcelus (Jay Whitman)
- Jill Hennessy (Jane Fellows)
- Carlos Gómez (Jose Campos)
- Matt Meinsen (Agent Matt)
- Elaine Quijano (reporter)
- Robert Jimenez (ministre Jose Torres)
- John Wojda (Dean Pistilli)
- Jacqueline Antaramian (Laila Ayyad)
- Jon Shaver (Carl Lindstrom)
- Donna English (Gail Lindstrom)
- Andres Quintero (Hugo)
- Stephen Chacon (Ken)
- Brian Muller (Brian Andrew Lindstrom)
- Miguel Cervantes (Pablo)
- Rachel Hilson (Becca)
- Larry Bull (conducteur)
- Jose Maria Aguila (leader)
- Jennifer Ikeda (agent de l'Immigration)
- Tim Nicolai (patron)
- Spencer House (type des douches)

### Épisode 18:L'Horloge de l'Apocalypse
- États-Unis /  Canada : 27 mars 2016 sur CBS / Global
- France : 19 juin 2016 sur Téva
- Québec : 12 janvier 2017 sur Séries+
- Suisse : 30 mars 2017 sur RTS Un
- Belgique : 6 mai 2018 sur RTL-TVI

- États-Unis : 8,5 millions de téléspectateurs[47] (première diffusion)
- Canada : 1,297 million de téléspectateurs[48] (première diffusion + différé 7 jours)

- Kobi Libii (Oliver Shaw)
- Jill Hennessy (Jane Fellows)
- Carlos Gómez (Jose Campos)
- Clifton Davis (Ephraim Ware)
- Johanna Day (Ellen Hill)
- Mandy Gonzales (Lucy Knox)
- Jacqueline Antaramian (Laila Ayyad)
- Jane Pauley (elle-même)
- Sarita Choudhury (Premier ministre Jaya Verma)
- Maury Ginsberg (Dr Paul Swartzwelder)
- Laura Heisler (Dr Suzan Simmons)
- Kenneth Tigar (Dr Stuart Bachman)
- Dina Shihabi (Hijriyyah)
- Waleed Zuaiter (Premier ministre Khoosat)
- Jimmy Palumbo (Earl)
- Harriett D. Foy (juge)
- Cathleen Trig (journaliste #1)
- Jon Leiberman (journaliste #2)

### Épisode 19:Virus mortel
- États-Unis /  Canada : 10 avril 2016 sur CBS / Global
- France : 26 juin 2016 sur Téva
- Québec : 30 mars 2017 sur Séries+
- Suisse : 6 avril 2017 sur RTS Un
- Belgique : 13 mai 2018 sur RTL-TVI

- États-Unis : 9,86 millions de téléspectateurs[49] (première diffusion)
- Canada : 1,17 million de téléspectateurs[50] (première diffusion + différé 7 jours)

- Sebastian Arcelus (Jay Whitman)
- Mike Pniewski (Gordon Becker)
- Jill Hennessy (Jane Fellows)
- Carlos Gómez (Jose Campos)
- Dina Shihabi (Hijriyyah)
- Christopher O'Shea (Jareth Glover)
- Gbenga Akinnagbe (Chris Santumari)
- Azudi Onyejekew (réparateur)
- Chukwudi Iwuji (Hadi Bangote)
- Dana A. Dorman (agent du département d'État)
- Carolyn McCormick (Dr Anne Rickman)
- Tamberla Perry (Vanessa Santumari)
- Ron Canada (ambassadeur du Cameroun Jean Aissatou)
- Gabriel Brown (man)
- Mark Alhadeff (travailleur de l'USAID)
- Roya Shanks (docteur)
- Count Stovall (porte-parole)
- Alex Cranmer (Dr Hart)
- Jason Altman (technicien du renseignement)
- Yinka Adeboyeku (combattant)
- Lohrasp Kansara (sbire)
- Lucas Calhoun (soldat des Forces spéciales)
- Samaya Kanu (Tabitha)
- Richard Prioleau (père de Tabitha)
- Melle Powers (mère de Tabitha)

### Épisode 20:Sacrifices
- États-Unis /  Canada : 17 avril 2016 sur CBS / Global
- France : 26 juin 2016 sur Téva
- Québec : 6 avril 2017 sur Séries+
- Suisse : 6 avril 2017 sur RTS Un
- Belgique : 13 mai 2018 sur RTL-TVI

- États-Unis : 9,57 millions de téléspectateurs[51] (première diffusion)
- Canada : 1,295 million de téléspectateurs[52] (première diffusion + différé 7 jours)

- Jill Hennessy (Jane Fellows)
- Carlos Gómez (Jose Campos)
- Dina Shihabi (Hijriyyah)
- Kobi Libii (Oliver Shaw)
- Clifton Davis (Ephraim Ware)
- Jacqueline Antaramian (Laila Ayyad)
- Yasen Peyankov (Konstantin Avdonin, ministre russe des Affaires étrangères)
- Armand Schultz (Alex Jones)
- David Garrison (Phil Shepherd)
- Dusty Brown (Mitch)
- Michele Pawk (Dr Susan Klein)
- Cat Anderson (journaliste)
- Mariam Habib (traductrice)

### Épisode 21:Thérapie de couple
- États-Unis /  Canada : 24 avril 2016 sur CBS / Global
- France : 3 juillet 2016 sur Téva
- Québec : 13 avril 2017 sur Séries+
- Suisse : 13 avril 2017 sur RTS Un
- Belgique : 20 mai 2018 sur RTL-TVI

- États-Unis : 9,57 millions de téléspectateurs[53] (première diffusion)
- Canada : 1,355 million de téléspectateurs[54] (première diffusion + différé 7 jours)

- Jill Hennessy (Jane Fellows)
- Sebastian Arcelus (Jay Whitman)
- Carlos Gómez (Jose Campos)
- Marsha Mason (Dr Kinsey Sherman)
- Tony Plana (amiral Ed Parker)
- Johanna Day (Ellen Hill)
- Clifton Davis (Ephraim Ware)
- Waleed Zuaiter (Premier ministre Khoosat)
- Hari Dhillon (Konstantin Abedi, ministre pakistanais des Affaires étrangères)
- Shezi Sardar (manifestant #1)
- Romeo Dcosta (manifestant #2)

### Épisode 22:Mission à haut risque
- États-Unis /  Canada : 1er mai 2016 sur CBS / Global
- France : 3 juillet 2016 sur Téva
- Québec : 20 avril 2017 sur Séries+
- Suisse : 13 avril 2017 sur RTS Un
- Belgique : 20 mai 2018 sur RTL-TVI

- États-Unis : 9,9 millions de téléspectateurs[55] (première diffusion)
- Canada : 1,266 million de téléspectateurs[56] (première diffusion + différé 7 jours)

- Jill Hennessy (Jane Fellows)
- Sebastian Arcelus (Jay Whitman)
- Carlos Gómez (Jose Campos)
- Mandy Gonzales (Lucy Knox)
- Tony Plana (amiral Ed Parker)
- Johanna Day (Ellen Hill)
- Kobi Libii (Oliver Shaw)
- Yasen Peyankov (ministre Konstantin Avdonin)
- Hari Dhillon (ministre Konstantin Abedi)
- Bobak Bakhtiari (Jibral Disah)
- Francis Jue (ministre Chen)
- Rene Auberjonois (Walter Nowack)
- Kathleen Chalfant (Dean Ward)
- Anthony Gaskins (colonel)
- Rajesh Nahar (shopkeeper)
- Victor Joel Ortiz (commandant du JSOC)
- Rajesh Bose (serious man)
- Shafik Bahou (commandant d'Hizb al-Shahid #1)
- Iyad Hajjaj (commandant d'Hizb al-Shahid #2)
- Federico Rodriguez (Barman)
- Gabe Bettio (Iancu Balan)

### Épisode 23:Vartius
- États-Unis /  Canada : 8 mai 2016 sur CBS[57] / Global
- France : 3 juillet 2016 sur Téva
- Québec : 27 avril 2017 sur Séries+
- Suisse : 13 avril 2017 sur RTS Un
- Belgique : 27 mai 2018 sur RTL-TVI

- États-Unis : 9,99 millions de téléspectateurs[58] (première diffusion)
- Canada : 1,312 million de téléspectateurs[59] (première diffusion + différé 7 jours)

- Kevin Rahm (Michael Barnow)
- Sebastian Arcelus (Jay Whitman)
- Michael Aronov (Anton Durchenko)
- Christopher O'Shea (Jareth Glover)
- Yasen Peyankov (ministre Konstantin Avdonin)
- Jeff Talbott (Peter Buckley)
- Edward Furs (citoyen russe)
- William Connell (Brandon Wells)
- Emily Dorsch (Ashley Wells)
- Rob Breckenridge (agent de la CIA)
- Gene Ravvin (agent russe #1)
- Daniel Alexander (agent russe #2)
- Alex Notkin (officier russe #1)
- Sergio Delavicci (officier russe #2)
- Jen Brissman (interprète)